# Melounová (Praha)
Melounová je ulice v Praze 2 na Novém Městě, která spojuje ulice Kateřinská a Ječná.
Je dlouhá 68 metrů.

## Historie
Ulice nese svůj název od svého vzniku v roce 1890. Tato krátká ulice byla pojmenována podle zaniklého domu „U Zlatého melounu“ č.p. 517/2 (podle staršího číslování č.p. 704), který stál na místě části První české reálky.

## Poloha a dopravní funkce
Ulice začíná (podle číslování domů) odbočením z ulice Kateřinská a končí v ulici Ječná. Ze strany Kateřinské je jednosměrná.

## Další informace
Do roku 2018 bylo na informační ceduli s názvem ulice uvedeno jméno „Melounova“.